# Rue Notre-Dame (Montréal)
Pour les articles homonymes, voir Rue Notre-Dame.
La rue Notre-Dame est une voie de Montréal.

## Situation et accès
Cette rue qui traverse une grande partie de l'île de Montréal, sur son flanc sud-est, longe (sauf au centre) le fleuve Saint-Laurent jusqu'à l'extrémité est de l'île. D'une longueur de 35 km, la rue Notre-Dame est la plus longue artère de la ville de Montréal après le boulevard Gouin.
À la faveur des annexions, la rue Notre-Dame traverse presque toute l'île de Pointe-aux-Trembles, où elle reprend le tracé du second chemin du Roy, ouvert en 1841, jusqu'à Lachine. À l'est de l'île de Montréal, la rue Notre-Dame rejoint entre autres; le boulevard Gouin, la rue Sherbrooke, la rue Sainte-Catherine et le pont Le Gardeur. D'ailleurs, de l'autre côté de ce pont, elle est également nommée rue Notre-Dame à Repentigny et dans la plupart des autres municipalités vers l'est jusqu'à Québec.
Dans l'ouest, un autre tronçon existe au cœur de Lachine, dans le même axe que le tronçon précédent, et débute à l'intersection de la 6e avenue pour se terminer à l'angle de la 34e avenue dans l'axe de la rue du Fort-Rolland. Ce tronçon est en fait la rue principale du centre-ville de Lachine.
Quartiers et villes traversés
D'est en ouest:
- Pointe-aux-Trembles
- Montréal-Est
- Tétreaultville
- Longue-Pointe
- Hochelaga-Maisonneuve
- Centre-sud
- Vieux-Montréal
- Griffintown
- Petite-Bourgogne
- Saint-Henri
- Montréal-Ouest
- Lachine

Intersections notables
D'est en ouest :
- Boulevard Pie-IX

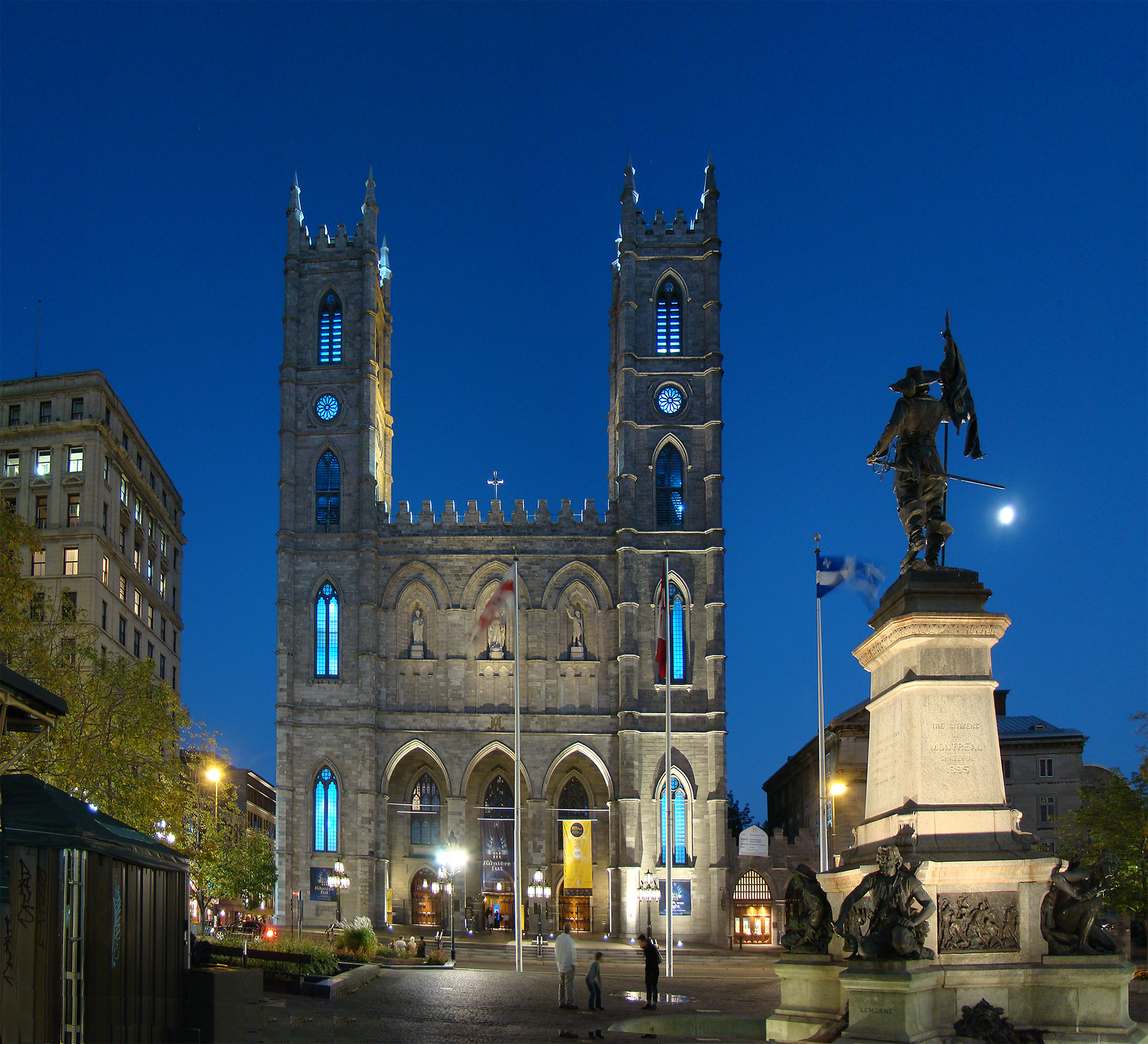
La basilique et le monument à Maisonneuve

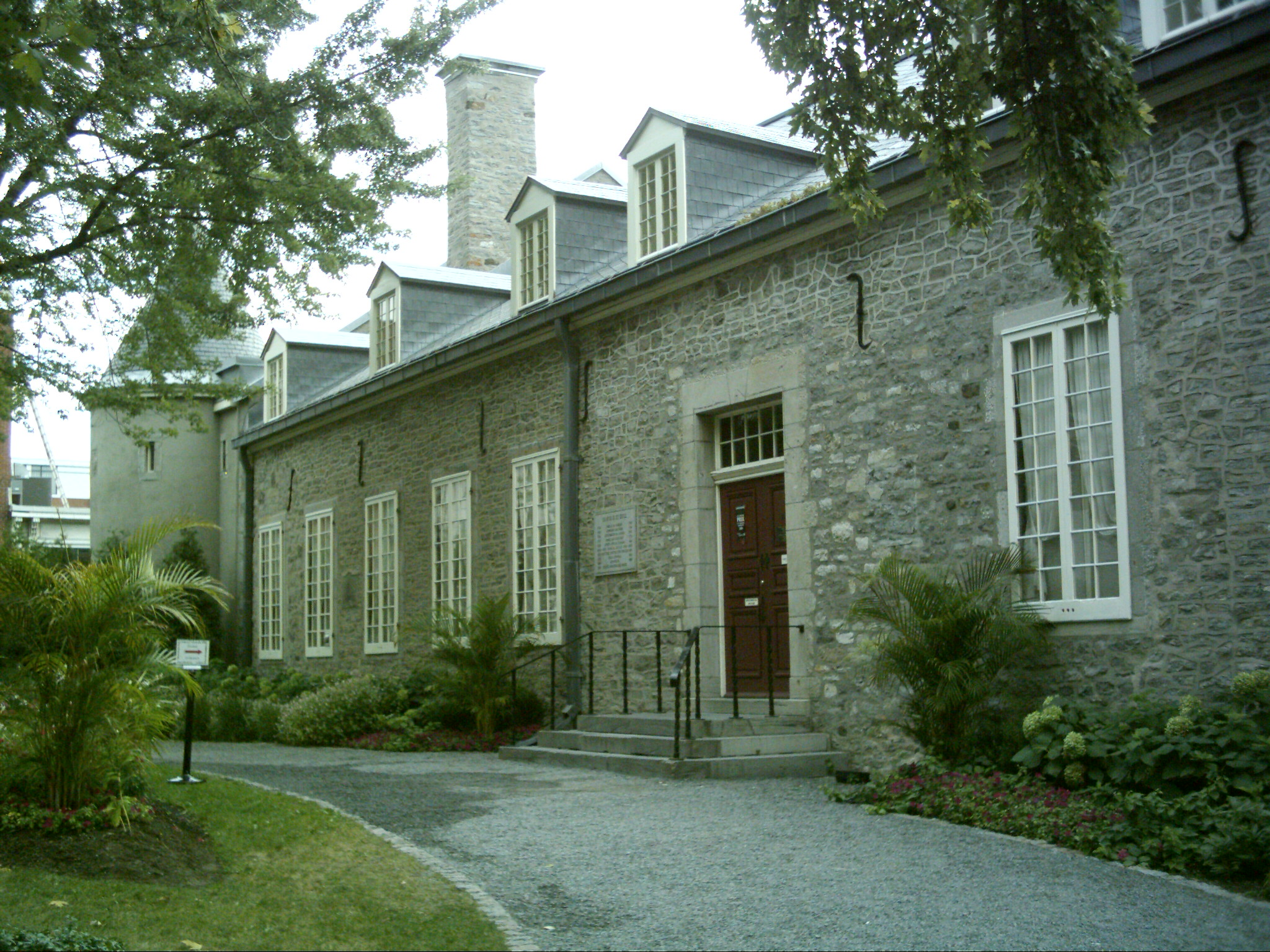
Château Ramezay

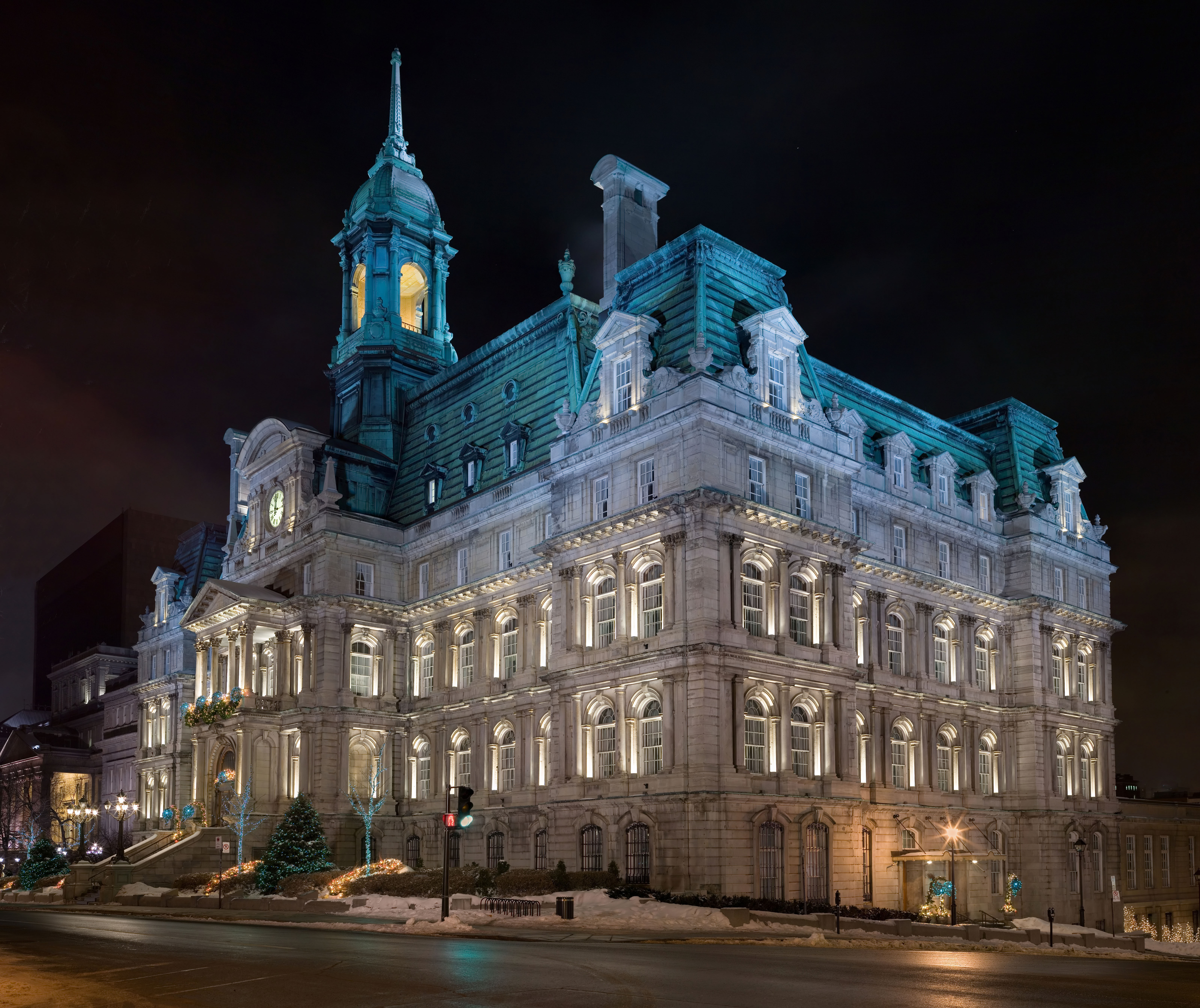
Hôtel de ville de Montréal

- Rue Saint-Denis (son nom change en rue Bonsecours)

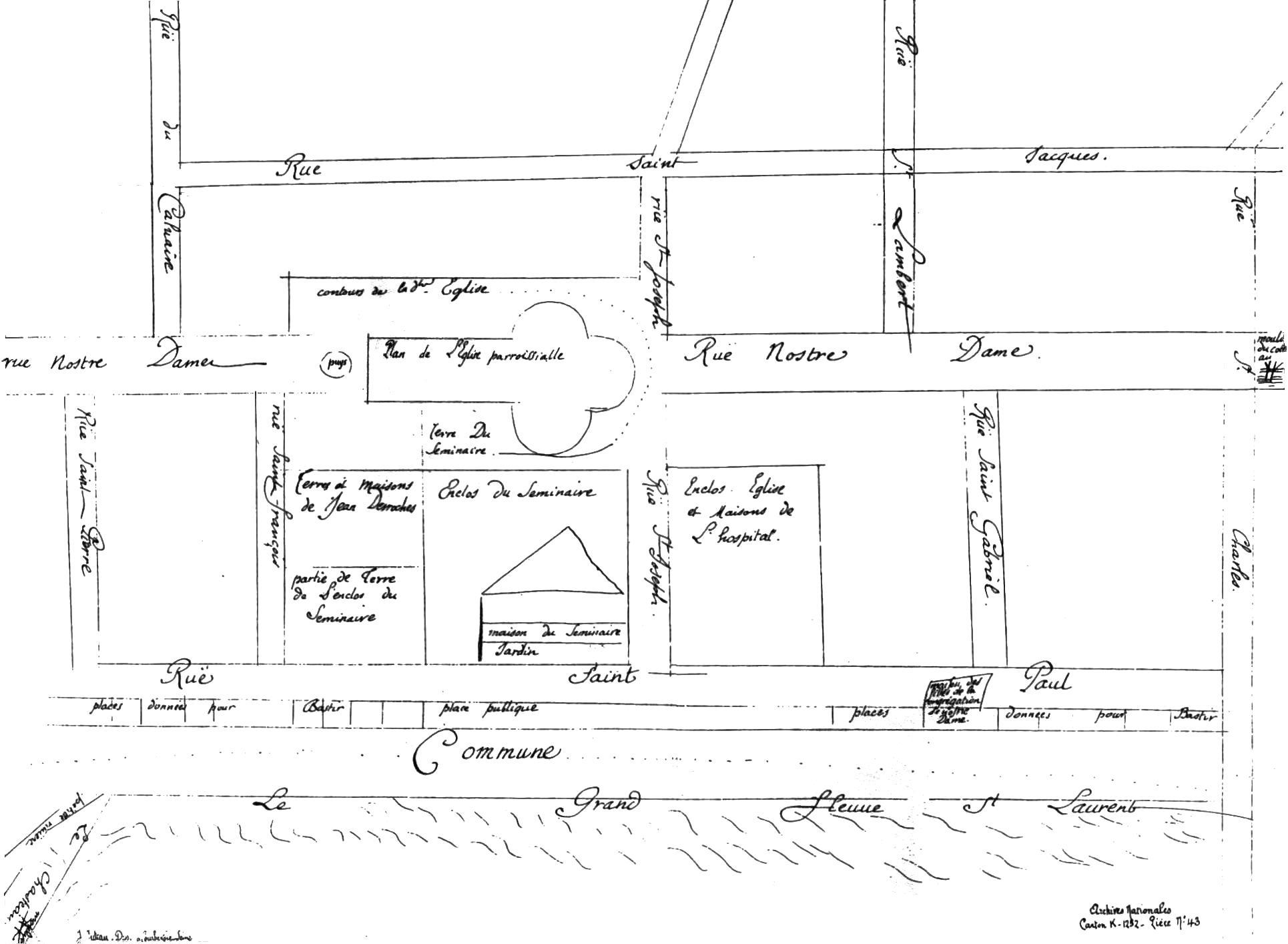
Plan des rues de Ville-Marie en 1672 par François Dollier de Casson

- Boulevard Saint-Laurent
- Rue Peel

## Historique

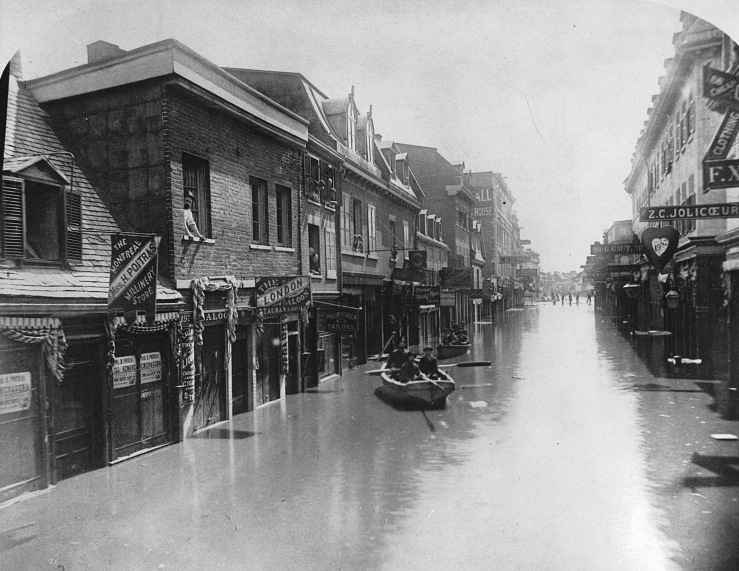
La Grande inondation de Montréal de 1886, vue en direction ouest depuis la rue Saint-Joseph (aujourd'hui Notre-Dame)

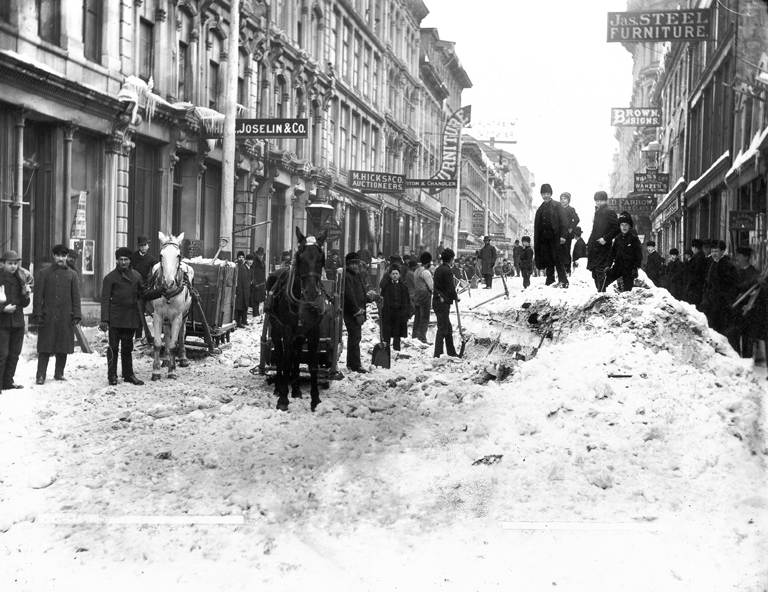
Déneigement, vers 1887

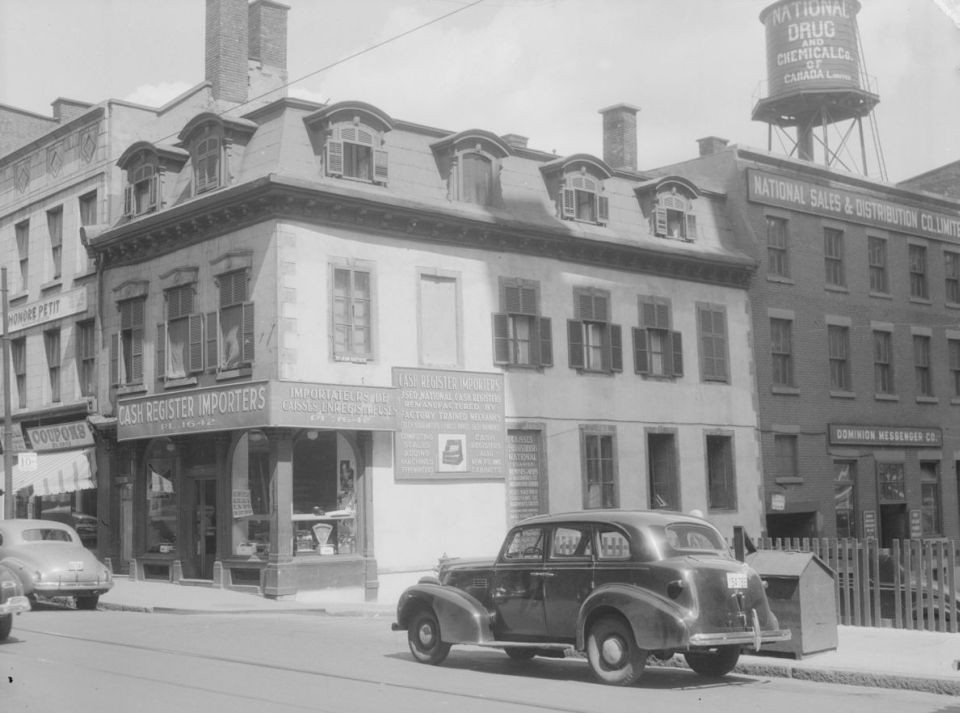
Vue de la rue Notre-Dame direction est en 1942

Au début des années 1670, le Séminaire de Saint-Sulpice souhaite ériger une église paroissiale. Par la même occasion, il redessine la trame urbaine afin de faciliter l'accès à l'église située au cœur de la nouvelle grille et de régulariser le développement de la ville selon un plan orthogonal. 
En juillet 1672, François Dollier de Casson, supérieur du séminaire, accompagné de l'arpenteur et greffier Bénigne Basset, définit les nouvelles rues, leur donne des noms et appose des bornes. La rue Notre-Dame est la première rue tracée par Dollier de Casson. Elle suit l'ancien chemin du coteau Saint-Louis vers l'est de la ville et devient l'un des trois grands axes qui traversent la ville d'est en ouest. Étant la principale artère de Ville-Marie, il lui donne le nom de Notre-Dame en l'honneur de la Sainte Vierge, patronne de la paroisse. 
En 1737, le Chemin du Roy reliant Montréal à Québec est inauguré. À Montréal, le Chemin du Roy débute sur la rue-Notre-Dame dans ce que l'on appelle aujourd'hui le Vieux-Montréal.
À l'origine, large de 30 pieds français (9,7 m), la rue Notre-Dame allait de l'actuelle rue de Bonsecours jusqu'au delà de la rue McGill. Au moment de la démolition des fortifications de Montréal (1804-1810), les rues Saint-Joseph (à l'ouest) et Sainte-Marie (à l'est) dans les faubourgs voisins sont rattachés à la rue Notre-Dame.
Au XVIIe siècle et au XVIIIe siècle, on retrouve sur la rue Notre-Dame les communautés religieuses masculines de Montréal: les Récollets à l'ouest, les Jésuites à l'est et les Sulpiciens au centre. Après la Conquête, l'administration civile établit une présence importante sur cette rue avec, au fil des ans, la construction des prisons, des palais de justice, et de l'hôtel de ville. Au XIXe siècle, la rue Notre-Dame devient la rue principale pour le commerce de détail. La rue est aussi élargie par la ville grâce à une série d'expropriations et d'achats de terrains, notamment du côté nord au cours des années 1860. À cause de sa largeur et du fait qu'elle mène à l'église paroissiale, la rue Notre-Dame sera le haut-lieu des processions religieuses, manifestations et parades de toutes sortes. On note, entre autres, la procession funéraire de Thomas D'Arcy McGee en 1868 et de celle de George-Étienne Cartier en 1873.
En 1882, l’ensemble du parcours formé par les anciennes rues Saint-Joseph (faubourg des Récollets), Notre-Dame (Vieux-Montréal) et Sainte-Marie (faubourg Sainte-Marie) est baptisé rue Notre-Dame par le conseil municipal de Montréal.
Les années 1880 font de la rue Notre-Dame un lieu privilégié pour le transport métropolitain. Le Canadien Pacifique s’y installe dès 1881. À la fin du XIXe siècle, la rue accueille sur toute sa longueur un service de tramway électrique de la Montreal Street Railway. 
Le développement aux abords de cet axe atteint son apogée dans les années 1900. Les activités industrielles, portuaires et ferroviaires prennent de plus en plus d’ampleur en bordure du fleuve et provoquent le repli des riches bourgeois et commerçants riverains dans des quartiers plus tranquilles. 
Hôte de plusieurs établissements historiques célèbres telles que la brasserie Molson, la prison du Pied-du-Courant et Canadian Rubber, l’étroit corridor de la rue Notre-Dame parvient à peine, dès le début du XXe siècle, à absorber le débit de circulation qui y transite.

### Quartier des antiquaires
Sur la rue Notre-Dame ouest, entre les rues Atwater et Peel, se retrouve le Quartier des antiquaires, où une soixantaine d'antiquaires et galeries d'art avaient élu domicile. En raison d'une baisse des ventes et de l'augmentation de la valeur des immeubles, on estime que la moitié de ceux-ci avaient fermé leurs portes en 2019. 

### Projet de modernisation
Au début des années 1970, le gouvernement du Québec décide de construire une autoroute est-ouest permettant de raccorder l’autoroute Décarie au pont-tunnel Louis-Hippolyte-La Fontaine. Un premier tronçon, l’autoroute Ville-Marie, voit le jour. 
En 1976, le gouvernement du Québec suspend la continuation des travaux de l’autoroute Ville-Marie vers l'est sur la rue Notre-Dame devant les protestations des citoyens et commerçants, inquiets d’une baisse de leur qualité de vie. Le gouvernement décrète en 1977 un moratoire sur le prolongement de l’autoroute à l’est de la rue Saint-André. En 1979, le Conseil des ministres du Gouvernement du Québec annonce sa décision de construire un boulevard de type urbain plutôt que de prolonger l’autoroute en tranchée. Dans la foulée, le Ministère des Transports du Québec commande, en 1984, l’aménagement d’un parc linéaire dans le but de créer une frontière entre la rue Notre-Dame et ses quartiers avoisinants. Il s’ensuivra, en 1986, l’aménagement de la rue Notre-Dame tel qu’on la connaît aujourd’hui, de la rue Saint-André jusqu’à la rue du Havre, à l’est.
En 2002, un décret gouvernemental autorise, avec 19 conditions, la construction d’un boulevard urbain conjointement dessiné par le Ministère des Transports du Québec et la Ville de Montréal. Le projet conjoint de modernisation de la rue Notre-Dame est annoncé en 2005 et un bureau de projet est en place en octobre 2006. Il est prévu alors que les travaux s’effectuent en plusieurs phases, échelonnées sur six ans, à compter de l’automne 2008.
En fait, le projet actuel de modernisation vise un tronçon de neuf kilomètres, soit de la rue Amherst jusqu’à l’autoroute 25. Les principales composantes du projet sont l’élargissement de la rue Notre-Dame à quatre voies dans chaque direction, dont une réservée aux autobus, une partie du parcours en tranchée, une voie piétonne et une piste cyclable. On prévoit aussi faire le réaménagement et l’agrandissement des parcs Bellerive, Morgan et Champêtre et de réaliser des mesures d’atténuation du bruit (butte ou mur). Finalement, le projet prévoît la mise en valeur de la station de pompage Craig et de l’Esplanade des Patriotes, de la caserne Letourneux et de la Tonnellerie.
Toutefois, en février 2009, la ministre des transports du Québec, Julie Boulet, demandait une révision de l’ensemble du projet de modernisation de la rue Notre-Dame. En effet, la réfection de ce tronçon de la rue Notre-Dame devait coûter initialement (en 2007) 750 millions de dollars. En un peu moins de deux ans, le montant s’élèvait désormais à un milliard et demi de dollars.

## Bâtiments remarquables et lieux de mémoire

### Bâtiments historiques
- Basilique Notre-Dame de Montréal
- Édifice Wilson-Chambers
- Musée du Château Ramezay
- Hôtel de Ville de Montréal

### Espaces verts
- Parc des Meubliers
- Belvédère du Chemin-Qui-Marche
- Promenade Bellerive
- Parc de la Capture-d'Ethan-Allen
- Village au Pied-du-Courant

### Chemin du Roy
Historique, la rue Notre-Dame est partie intégrante du chemin du Roy, reliant Montréal et Québec dès 1737.

### Viaduc de la rue Notre-Dame

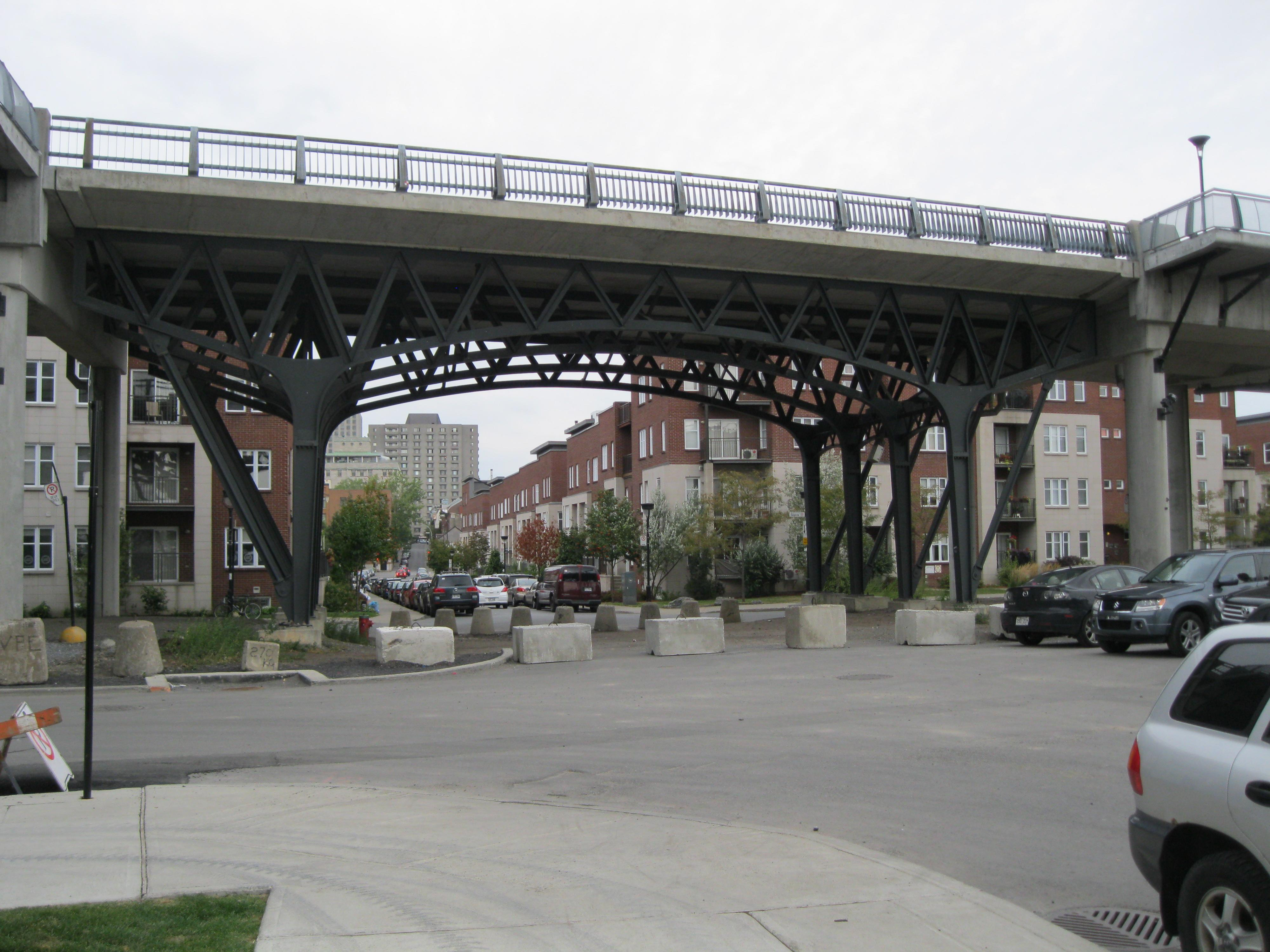
Viaduc de la rue Notre-Dame

La rue Notre-Dame, à l'est de la rue Berri, repose sur une structure surélevée à 8 mètres du sol, sur une longueur de 400 mètres dans le faubourg Québec. (45° 30′ 43″ N, 73° 33′ 05″ O) Le viaduc de la rue Notre-Dame fait l'objet d'étude afin de compenser son effet de rupture dans le quartier à vocation résidentielle. Ainsi, il est proposé d'aménager un parc sous le viaduc : Espace Faubourg Québec.

## Sources
- Ville de Montréal. Les rues de Montréal. Répertoire historique. Montréal, Méridien, 1995, p. 353-354
- Site web du Gouvernement du Québec sur la modernisation de la rue Notre-Dame